# 19160 Chikayoshitomi
19160 Chikayoshitomi este o planetă minoră (asteroid) din centura de asteroizi. A fost descoperită pe 15 octombrie 1990 la Kitami de Kin Endate. 
Obiectul prezintă o orbită caracterizată de o semiaxă mare de 2,2378845 UAi, o excentricitate de 0,2, o înclinație de 4,10211 ° în raport cu ecliptica.